# Venucia T70
Venucia T70 — компактный кроссовер, выпускавшийся подразделением Venucia компании Dongfeng с 2014 по 2020 год. Дебютировал в ноябре 2014 года на автосалоне в Гуанчжоу и запущен в продажу на китайском рынке в декабре 2014 года. К 2019 году было выпущено около 130000 единиц.

## Описание
Venucia T70 выпущен на платформе Nissan C, на которой также выпускалось первое поколение Nissan Qashqai. Цены варьировались от 89800 до 127800 юаней (14480—20610 долларов).

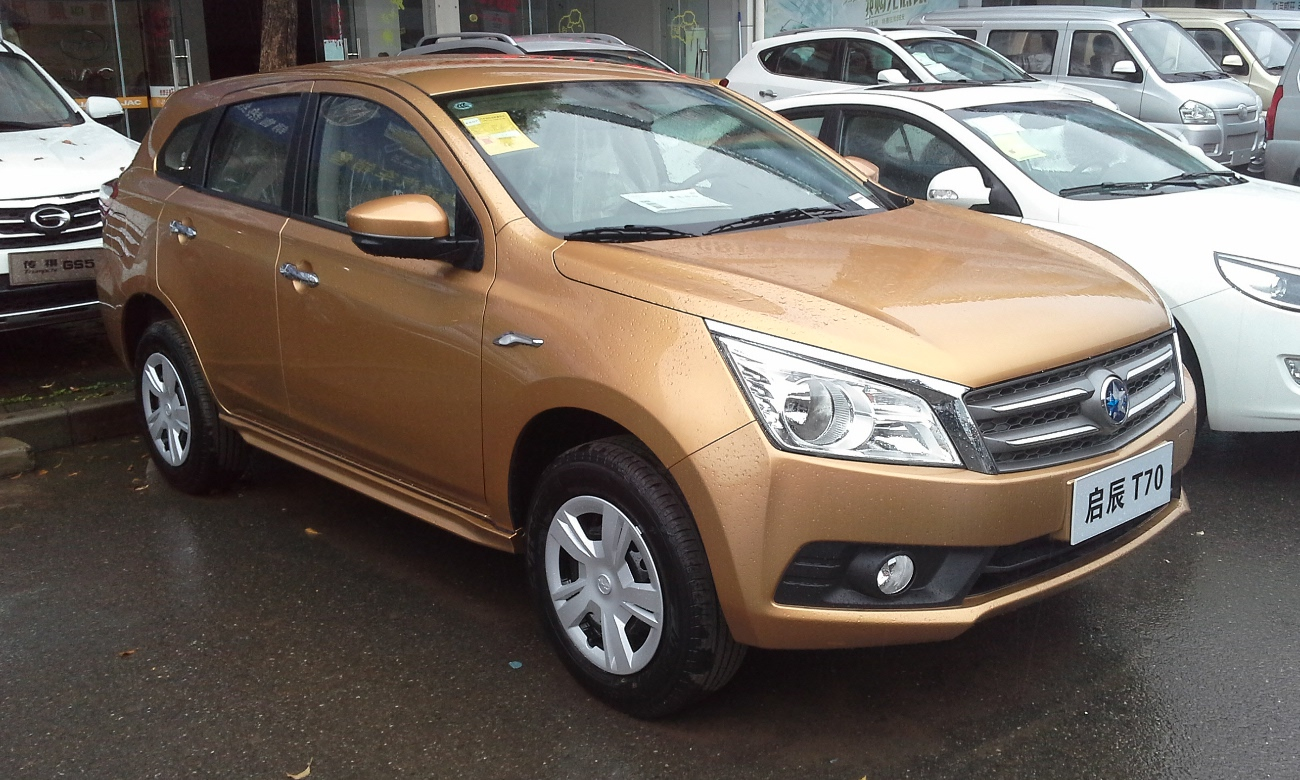
Вид спереди
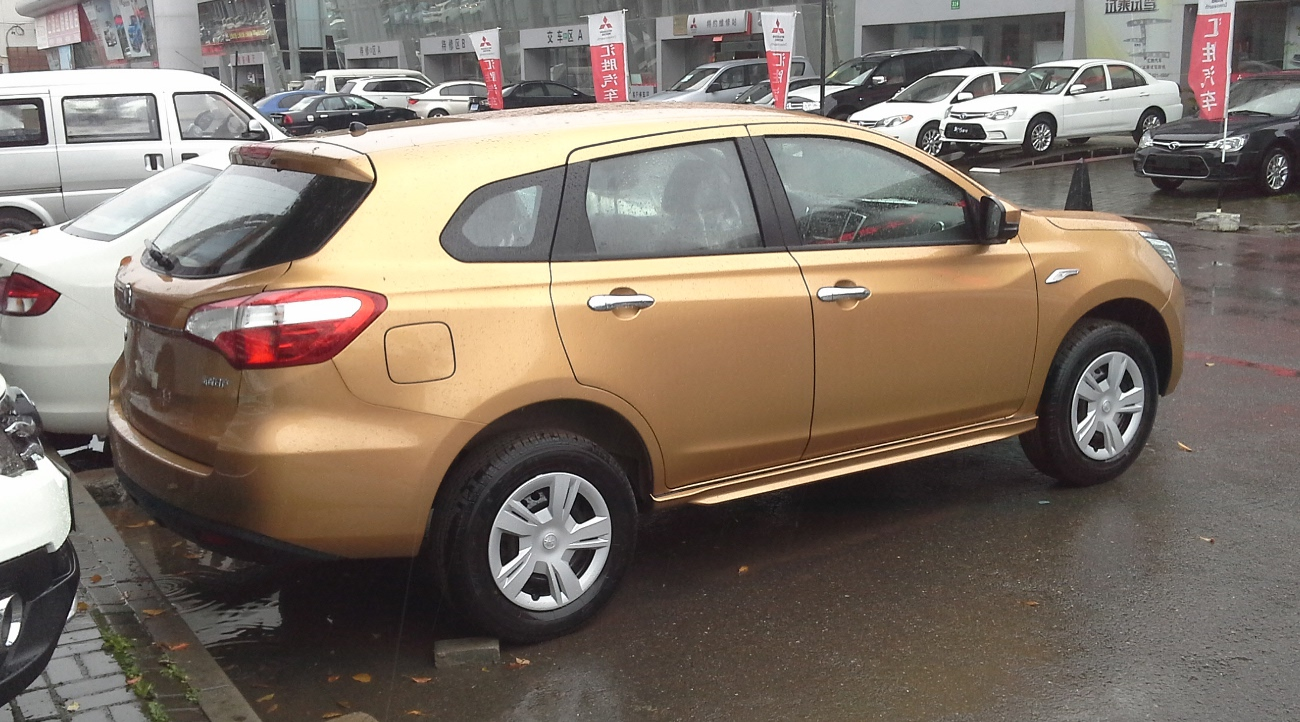
Вид сзади

## Venucia T70X
Venucia T70X являлся полноприводным (AWD) вариантом T70 с пластиковыми накладками вокруг колёсных арок и рестайлинговыми бамперами. Автомобиль выпускался с 2015 по 2017 год.

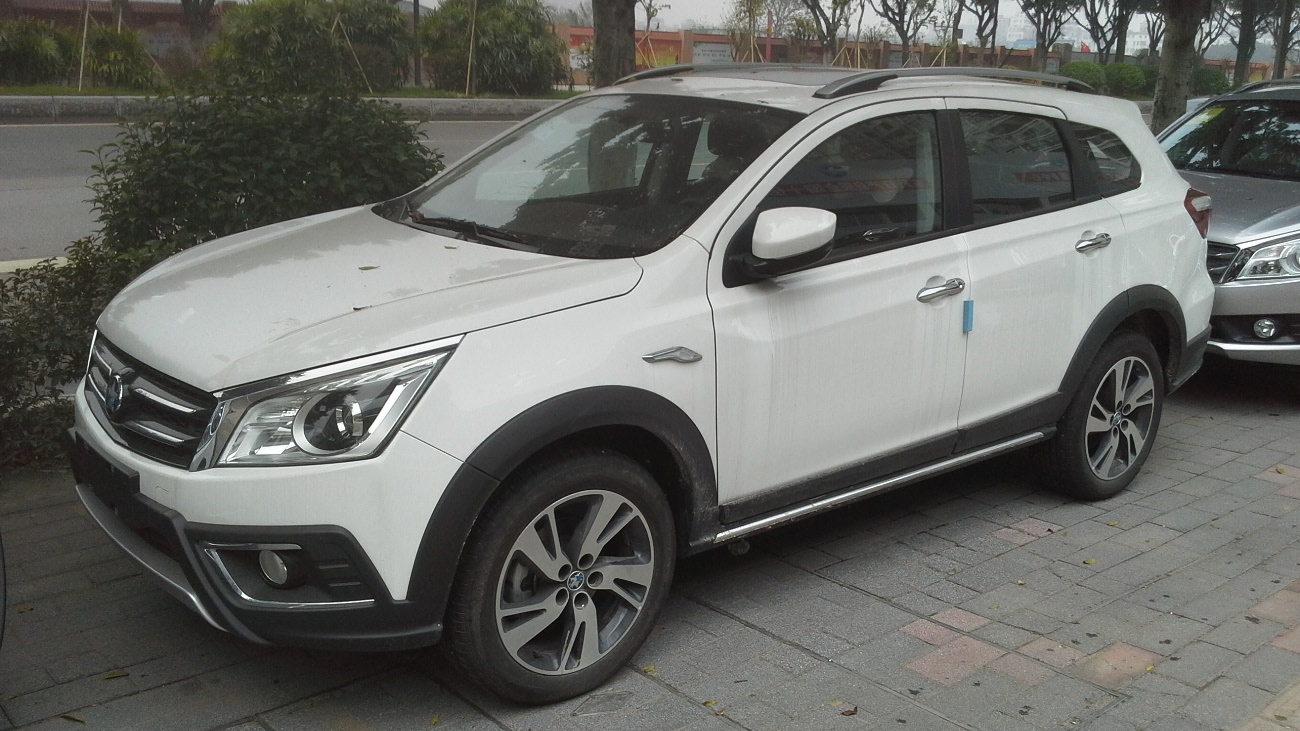
Venucia T70X

## Рестайлинг 2018
Рестайлинговая версия Venucia T70 была представлена в декабре 2017 года на автосалоне в Гуанчжоу. Модель отличается переработанной передней и задней частью.

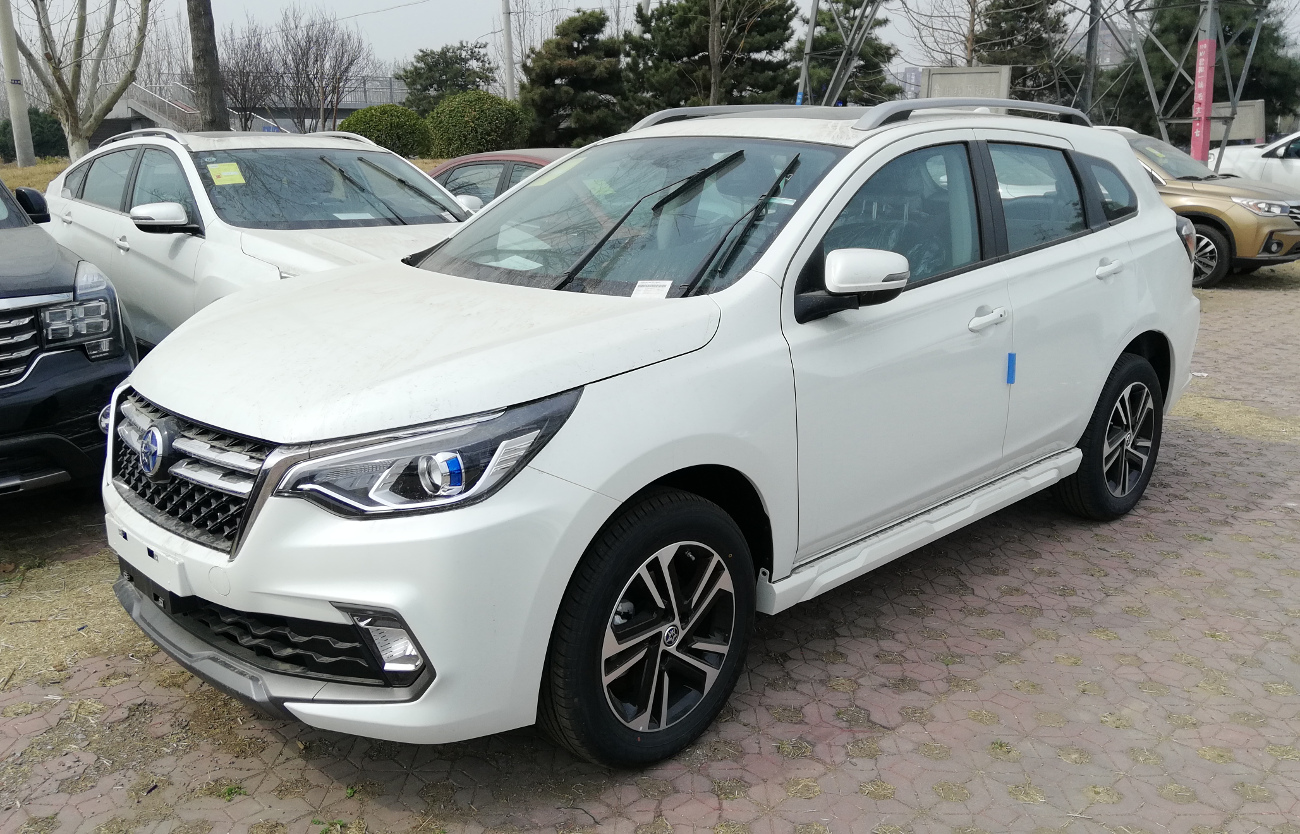
Вид спереди
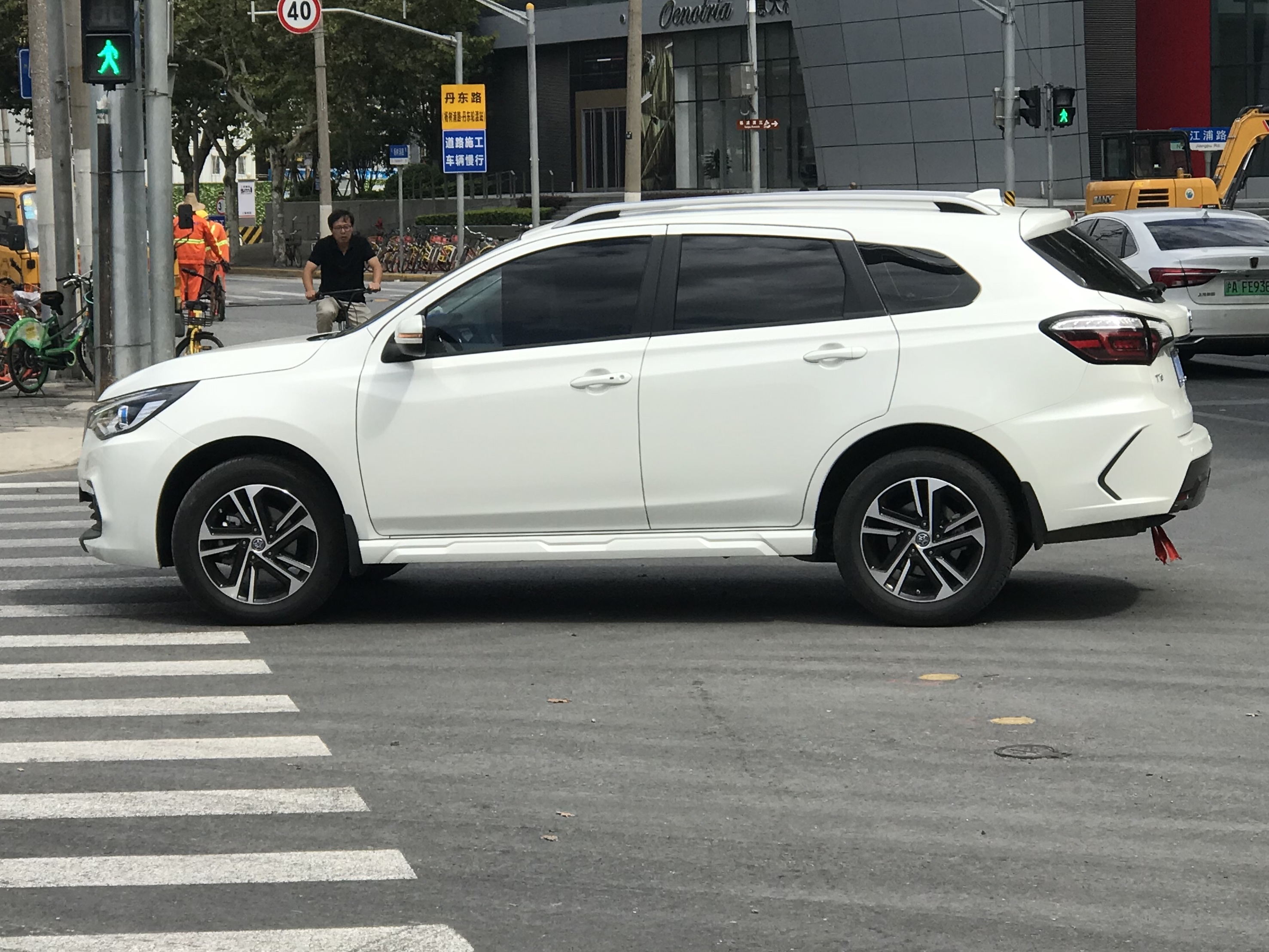
Вид сбоку
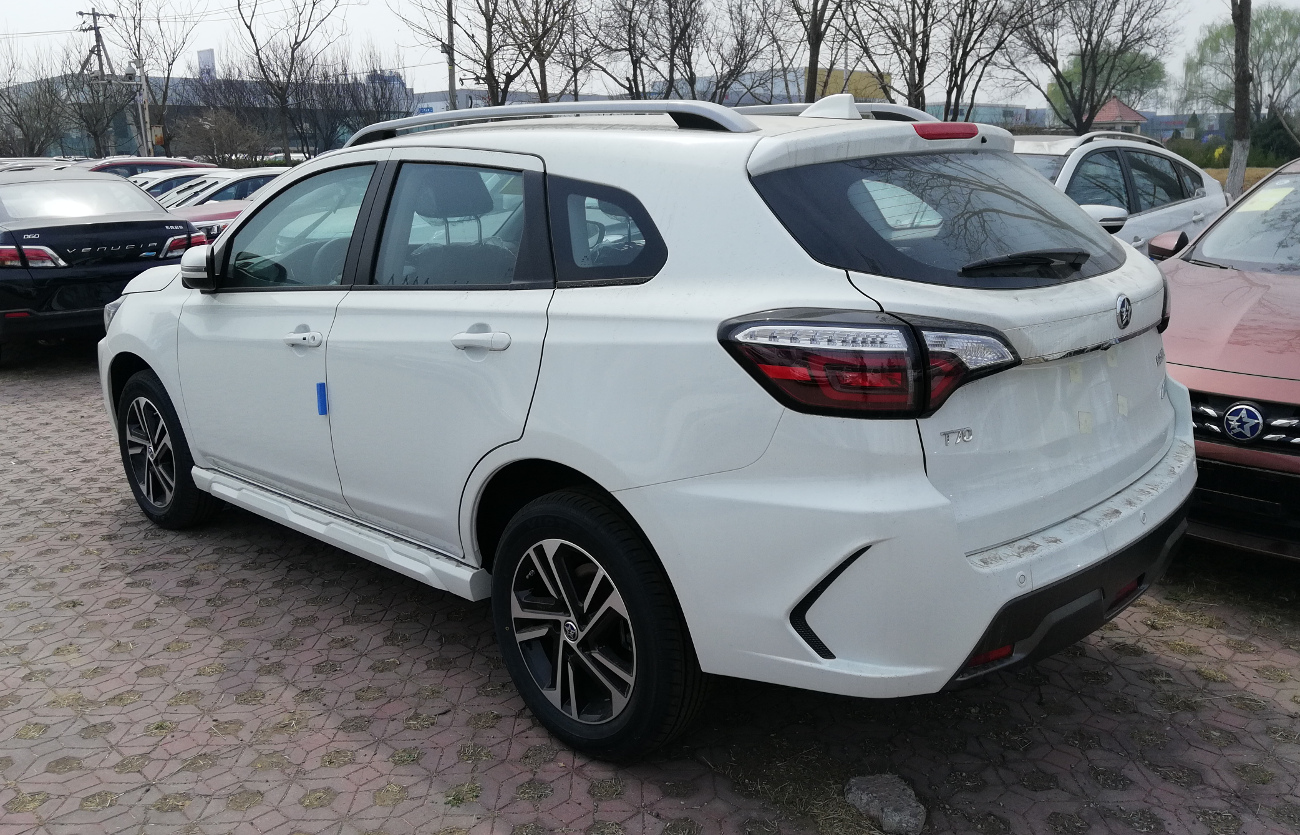
Вид сзади

## Технические характеристики
Автомобили Venucia T70 оснащались следующими двигателями: 1,6-литровым HR16DE и 1,8-литровым MR18DE, каждый из которых сочетался в паре с пятиступенчатой механической, автоматической или же бесступенчатой трансмиссией.